# Bison schoetensacki
Bison schoetensacki був видом бізонів, який жив до раннього плейстоцену принаймні раннього середнього плейстоцену від західної Європи до південного Сибіру. Його присутність у пізньому плейстоцені обговорюється.

## Опис
B. schoetensacki був загалом схожий на сучасних європейських зубрів за формою, хоча могли існувати морфологічні варіації серед європейських зубрів під час пізнього раннього плейстоцену та раннього голоцену.
Порівняно з B. priscus, B. schoetensacki був або меншим, або схожим за розміром, але з тоншими кістками ніг і метаподіями, а також мав коротші та іншої форми роги.